# Палађо (Пиза)
Палађо је насеље у Италији у округу Пиза, региону Тоскана.
Према процени из 2011. у насељу је живело 79 становника. Насеље се налази на надморској висини од 42 м.